# Напівпустеля Джунгарської западини
Напівпустеля Джунгарської западини є екорегіоном Палеарктичної екозони за визначенням WWF (код екорегіону: PA1317).

## Територія
Розташована між гірськими хребтами Тянь-Шань та Алтай на північному заході Китаю, Джунгарська западина багато в чому схожа на більший Таримський басейн, який простягається на південь за межі гір Тянь-Шаню. Однак, на відміну від останнього, Джунгарська западина відкрита на північний захід через низку великих долин, які відкриваються в навколишні гірські хребти. Таким чином вона піддається холодним повітряним потокам із Сибіру, має нижчі температури та отримує більшу кількість опадів, ніж закриті басейни південніше. У центральних регіонах басейну випадає в середньому від 80 до 100 мм опадів щороку, а в периферійних — від 100 до 250 мм.
У цьому басейні розташована пустеля Дзосотин-Елісун, друга за величиною в Китаї. Внаслідок великого стоку із навколишніх гір, у басейні також є кілька озер, найбільше з яких Зайсан у Казахстані. Оскільки на північних схилах Тянь-Шаню випадає більше опадів, ніж у будь-якому іншому гірському масиві в цій частині Китаю, низовини вздовж південного краю Джунгарської улоговини придатні для зрошувального землеробства.

## Флора
Рослинність цієї пустелі складається з низькорослих кущів Anabasis brevifolia, тоді як периферійні території дозволяють розвивати карликові чагарники, де переважають кущі зайсанського саксаулу (Haloxylon ammodendron) і голонасінної ефедри Пржевальського Ephedra przewalskii. Оскільки в пустелі Дзосотин-Елісун достатньо вологи для рослинності, піски стабілізувалися на більшій частині її території. Лише близько 5 % його площі займають рухомі дюни, тоді як у Такла-Макані Таримського басейну, для порівняння, рухливі дюни займають 85 % площі. У минулому біля підніжжя гір існувало біологічно багаті угрупування лук, боліт і прибережних лісів, але упродовж останніх кількох століть більшість цих територій було замінено зрошуваними культурами. Процес прискорився в останні десятиліття, оскільки китайський уряд прагне переселити частину населення з перенаселеного східного регіону країни в подібні місця.
В оазах у східній частині Джунгарської западини зростає тополя євфратська (Populus euphratica) — дерево, яке утворює листяні гаї в місцях, де танення снігу на навколишніх горах підвищує рівень ґрунтових вод. В оазах зростають також нітрарія роборовська (Nitraria roborowskii), нітрарія сибірська (N. sibirica), ковила (Stipa splendens), галузистий тамарикс (Tamarix ramosissima) і верба (Salix ledebouriana). Карагана (Caragana) та інші чагарникові бобові рослини забезпечують чудове листя для диких і домашніх копитних тварин. На піщаних дюнах переважає Nitraria sphaerocarpa.

## Тваринний світ
Джунгарський басейн був одним з останніх осередків проживання коня Пржевальського (Equus ferus przewalskii) у дикій природі. Кілька століть тому два підвиди диких коней населяли ліси та рівнини між Східною Монголією та Центральною Європою. Згодом цей вид все більше і більше витіснявся до степів і напівпустель і зараз, ймовірно, вимер у дикій природі. Однак йому вдалося вижити в неволі, і станом на 2014 рік у зоопарках по всьому світу нараховувалося 1988 осіб, на додаток до кількох екземплярів, повторно інтродукованих із дикої природи в різних місцях Центральної Азії. Таким чином, після його зникнення кінь Пржевальського знову повернувся в джунгарські степи. На жаль, уся популяція походить лише від 12 екземплярів, і втрата генетичної різноманітності та конспецифічні спаровування становлять серйозну загрозу.
Північно-східна частина Джунгарського басейну розташована в межах Монголії і включає частину Великого Гобійського заповідника, міжнародного біосферного заповідника. Джунгарія, здебільшого вкрита пустельним степом, забезпечує важливе середовище проживання найбільшого у світі стада куланів (Equus hemionus), а також стад джейранів (Gazella subgutturosa). Деякі з останніх диких двогорбих верблюдів (Camelus ferus) живуть у Великому Гобійському заповіднику, який межує з Джунгарським басейном і напівпустелею Алашанського плато, екорегіоном, розташованим на сході. Ця частина басейну ідеально підходить для виживання цього виду, оскільки вона досить волога, щоб підтримувати деяку чагарникову рослинність.
У цьому екорегіоні живе лише один ендемічний ссавець, піщанка Meriones chengi. Тут також живуть різні види дрібних гризунів-стрибаків (Dipodidae), істот, ідеально пристосованих до риття та стрибків у піщаних місцях свого існування. У них задні лапи у п'ять разів довші за передні та довгі гнучкі хвости. Існують різні види, ендеміки пустель Центральної Азії, здатні стрибати на 3 метри.
Іншими відомими видами є гекон Пржевальського (Teratoscincus przewalskii), гарна, красиво забарвлена нічна ящірка, ендемічна для Центральної Азії, та інші рептилії, такі як кашгарський тонкопалий гекон (Tenuidactylus elongatus) і східний удавчик (Eryx tataricus).

## Збереження
Розвідка нафти та видобуток сирої нафти потенційно шкідливі для цього екорегіону, якщо вони не проводяться з максимальною увагою до навколишнього середовища.
У більш незайманому Джунгарському регіоні Монголії загрозу становлять неконтрольоване використання автотранспорту та надмірне споживання та забруднення дефіцитних природних водних ресурсів людьми та домашньою худобою. Деяким територіям також загрожує неконтрольований випас худоби.